# جانی سیرل
جانی سیرل (انگلیسی: Jonny Searle؛ زادهٔ ۸ مه ۱۹۶۹) قایقران روئینگ اهل بریتانیا است.
وی در مسابقات کشوری و بین‌المللی در مجموع برندهٔ ۳ مدال طلا، ۳ مدال نقره، ۴ مدال برنز شده‌است.